# Петя и волк
«Петя и волк» — симфоническая сказка для детей, написанная Сергеем Сергеевичем Прокофьевым на собственный текст весной 1936 года, вскоре после его возвращения в СССР, по инициативе Наталии Ильиничны Сац для постановки в её Центральном детском театре. Главная задача сказки — познакомить ребёнка с тем, как звучат инструменты оркестра: струнные, флейта, гобой, валторна и так далее. Премьера состоялась 2 мая 1936 года. Произведение исполняется чтецом (текст для которого написан самим композитором) и оркестром.

## Сюжет
Ранним утром пионер Петя выходит на большую зелёную лужайку. На высоком дереве сидит его знакомая Птичка, которая, заметив Петю, слетает вниз. В приоткрытую калитку пробирается Утка и направляется к пруду, чтобы поплавать. Она начинает спорить с птичкой о том, кому считаться настоящей птицей ― Утке, которая не летает, но плавает, или птичке, которая плавать не умеет. За ними наблюдает Кошка, готовая поймать одну из них, однако птичка, предупреждённая Петей, взлетает на дерево, а утка оказывается в пруду, и Кошка остаётся ни с чем.
Выходит Петин дедушка. Он начинает ворчать на внука, предупреждая его о том, что в лесу ходит большой серый Волк, и, несмотря на заверения Пети о том, что пионеры не боятся волков, уводит его. Вскоре действительно появляется Волк. Кошка быстро залезает на дерево, а Утка выскакивает из пруда, но волк настигает её и проглатывает.
Петя с помощью верёвки перебирается через забор и оказывается на высоком дереве. Он просит птичку отвлечь волка и, в тот момент когда волк пытается её поймать, накидывает ему на хвост петлю. Волк пытается освободиться, но Петя привязывает другой конец верёвки к дереву, и петля затягивается на хвосте Волка ещё туже.
Из леса вышли Охотники, которые давно следили за Волком. Петя помогает им связать Волка и отвести его в зоопарк. 
Произведение завершается всеобщим шествием, в котором участвуют все его персонажи: впереди идёт Петя, за ним Охотники ведут Волка, над ними летит Птичка, а сзади ― дедушка с кошкой, продолжающий ворчать. Слышно тихое кряканье: это подаёт голос Утка, сидящая в животе Волка, который так торопился, что проглотил её живьём.

## Музыка
Каждый персонаж представлен определённым инструментом и отдельным мотивом:
- Петя ― смычковые струнные инструменты (преимущественно скрипки), до мажор, свободная и открытая мелодия в духе пионерского марша;
- Птичка ― флейта в высоком регистре, соль мажор, виртуозные пассажи;
- Утка ― гобой, ми-бемоль мажор/ля-бемоль мажор, «крякающая» мелодия в нижнем регистре;
- Кошка ― кларнет, соль мажор, тема изображает грацию и мягкую поступь кошки;
- Дедушка ― фагот, тема в си миноре, пунктирный ритм в нижнем и среднем регистре, имитирующий ворчание;
- Волк ― три валторны, тема в соль миноре;
- Охотники ― литавры и большой барабан (изображение выстрелов), духовые инструменты (финальный марш)

## Записи
- Наталия Сац — чтец, Государственный академический симфонический оркестр СССР дирижёр — Евгений Светланов
- Николай Литвинов — чтец, Государственный академический симфонический оркестр СССР дирижёр — Геннадий Рождественский
- Жерар Филип — чтец, Государственный академический симфонический оркестр СССР дирижёр — Геннадий Рождественский
- Леонард Бернстайн — чтец, Нью-Йоркский филармонический оркестр дирижёр — Леонард Бернстайн (Sony Classical)
- Карлхайнц Бём — чтец, Венский филармонический оркестр дирижёр — Карл Бём (Deutsche Grammophon)
- Элеонора Рузвельт читает сказку «Петя и волк» на YouTube с Бостонским симфоническим оркестром под управлением Сергея Кусевицкого (RCA Victor DM-1437, 1950)
- Роми Шнайдер (чтец) и Лондонский филармонический оркестр под управлением Герберта фон Караяна (Columbia C 70 081, 1957)
- Беатрис Лилли — чтец, Лондонский симфонический оркестр дирижёр — Скитч Хендерсон[англ.] (Decca Records, 1960)
- Рольф Людвиг -- чтец, Дрезденская государственная капелла, дирижёр Херберт Кегель (Eterna, 1973)
- Жан Рено — чтец, Лозаннский камерный оркестр дирижёр — Рено Капюшон (Arte Concert, 2025)

## Адаптации

### Мультипликация
- «Петя и волк» (Peter and the Wolf, 1946) — первая анимационная версия произведения, цветной рисованный мультфильм Уолта Диснея.
- «Петя и волк» (1958) — советский кукольный мультфильм по произведению.
- «Петя и волк» (1973) (Peter und der Wolf) — восточногерманский кукольный мультфильм режиссёра Гюнтера Рётца (ГДР, «ДЕФА»)[1]
- «Петя и волк» (1976) — советский кукольный мультфильм по произведению.
- «Петя и волк» (Peter and the Wolf, 2006) — короткометражный анимационный фильм, удостоенный премии «Оскар».

### Чтение
- Аудиоверсии сказки записывали Джон Гилгуд, Алек Гиннесс, Питер Устинов, Бен Кингсли, Патрик Стюарт и другие выдающиеся актёры, а также Шэрон Стоун.
- В 2004 году премия «Грэмми» в разделе «детский альбом в разговорном жанре» была вручена М. С. Горбачёву, Биллу Клинтону и Софи Лорен, которые выступили рассказчиками диска «Петя и волк», музыку к которому записал Российский национальный оркестр[2][3].
- Также в 2004 году на гастролях в США духового квинтета Российского национального оркестра в качестве рассказчицы в сочинении Бейнтуса выступила американская супермодель российского происхождения Татьяна Сорокко. На специальном закрытом концерте в вашингтонском музее «Коллекция Филлипса», среди многих столичных знаменитостей, присутствовал принц Майкл Кентский, который в тот день стал Королевским покровителем РНО[4].
- В Мариинском театре сказка исполняется симфоническим оркестром театра под руководством Валерия Гергиева. В роли Чтеца выступают известные российские артисты. В 2016 году к 125-летию С.C. Прокофьева участие в спектаклях приняли Евгений Миронов[5], Константин Хабенский[6], Сергей Безруков[7], Михаил Пореченков[8], Ксения Раппопорт[9], Антон Шагин[10], Сергей Гармаш[11],Вениамин Смехов[12] и другие.

Чтение и музыка произведения «Петя и волк» являются темой 3 сезона сериала «Фарго» 2017 года, номинированного на Золотой глобус-2018, с Юэном МакГрегором в главной роли. С чтения и поочередного звучания музыкальных инструментов начинается 4 серия сезона.

### Музыкальные версии
- Peter and the Wolf (1966) — альбом американского джазового органиста Джимми Смита
- The Rock Peter and the Wolf (1975) — рок-аранжировка произведения, записанная британскими музыкантами (Брайан Ино, Фил Коллинз, Гари Мур, Манфред Мэнн и др.)
- David Bowie Narrates Prokofiev’s Peter and the Wolf (1978) — запись произведения, в котором роль чтеца исполнил Дэвид Боуи
- Peter and the Wolf (1988) — пародийный альбом, сыгранный на синтезаторах и аккордеоне (Wendy Carlos & «Weirid Al» Yankovic)
- Peter and the Wolf (1990) — альбом американского фолк-певца Дэйва Ван Ронка
- Wolf Tracks and Peter and the Wolf (2005) — запись, включающая оригинальное произведение и его продолжение «По следам волка», автор — французский композитор Жан-Паскаль Бентюс[англ.]
- Petr & The Wulf (2010) — альбом американского кантри-исполнителя Джея Манли, вдохновлённый сказкой.
- Pierre et le loup …et le jazz (2014) — альбом канадского певца и композитора Даниэля Лавуа с биг-бендом The Amazing Keystone Big Band, джазовая интерпретация сказки.
- Peter and the wolf and jazz! (2015) — запись в исполнении французского джазового оркестра The Amazing Keystone Band. Текст читает Дэвид Теннант.

### Иллюстрации
- В 2003 году рисунки по мотивам сказки, созданные Боно и его дочерьми Ив и Джордан, собрали 368 000 долларов на аукционе Кристис в Нью-Йорке[13]. Также ими была разрисована гитара Fender Stratocaster[14].